# Un hombre acabado
Un hombre acabado es una obra de Giovanni Papini, publicada por la editorial Libreria della Voce en 1913.
La obra constituye una autobiografía intelectual escrita a la edad de 30 años. En una carta al amigo pintor Ardengo Soffici, Papini escribía, a propósito del libro: «he comenzado ayer una especie de novela extraída de mi vida, y me siento  así lleno de cosas y de recuerdos poéticos que ciertamente será una cosa bella». Papini se define como un espíritu «nacido con la enfermedad de la grandeza». En las palabras del mismo autor: «Aquí adentro de mí hay un hombre dispuesto a vender cara su piel y que quiere finalizar lo más tarde que sea posible».
El libro está dividido en seis movimientos y 50 capítulos. Después de haber evocado la infancia y la formación, recuerda la amistad con Giuseppe Prezzolini y la aventura de la revista "Leonardo", las reuniones intelectuales en casa de Adolfo De Carolis y en una habitación del Palacio Davanzati. En esta obra ha sido divisado el inicio del recorrido que lo habría conducido a la conversión al catolicisimo, primer paso de un recorrido existencial que se abre con Un hombre acabado y se cierra con Historia de Cristo.
La novela tuvo éxito entre los jóvenes de los años '20 y años '30. En el curso de los años la obra ha sido traducida a varias lenguas, entre las cuales está el ruso, el alemán, el inglés, el francés, el rumano y el turco. Entre otros, el joven Mircea Eliade estuvo impresionado profundamente por el texto de Papini, a quien menciona en La novela de la adolescente miope,  escrita en su juventud pero publicada póstumamente. 

## Ediciones
- Giovanni Papini, Un hombre acabado, Florencia: Librería de la Voz, 1913
- Giovanni Papini, Un hombre acabado, Firenze: Vallecchi, 1920
- Giovanni Papini, Končennyj čelověk, trad. rusa de Boris Jakovenko, Berlín: Slovo, 1922
- Giovanni Papini, Un homme fini, trad. al francés de Henry R. Chazel, París: Perrin, 1923
- Giovanni Papini, En färdig man. Mannen som var slut, trad. sueco de Erik Kihlman, Helsingfors: Schildt, 1923
- Giovanni Papini, Un om sfârşit , trad. rumana de Alexandru Marcu, Bucureşti: Cultura Naţională, 1923
- Giovanni Papini, A man finished, trad. inglés de Mary Prichard Agnetti, London: Hodder and Stoughton, 1923
- Giovanni Papini, The Failure, trad. inglesa de Virginia Pope, New York: Harcourt Brasa and Co., 1924
- Giovanni Papini, En færdig Mand, trad. danesa de Knud Ferlov, Copenaghen: Haase, 1924
- Giovanni Papini, Ein fertiger Mensch , trad. alemana de Max Schwarz , München: Allgemeine Verlag, 1925
- Giovanni Papini, Sanovat miehen sammuneen, trad. finlandesa de J. A. Hollo, Helsinki: Otava, 1925
- Giovanni Papini, Jeugdstorm, trad. holandesa de Ellen Rusas, Den Bosch: Teulings, 1933.
- Giovanni Papini, Skończony człowiek, trad. polaca de Edward Boyé, Warszawa: Biblijoteka tygodnika illustrowanego, 1934
- Giovanni Papini, Un homme finos, trad. francesa de Georges Petit y Charles Dessart, Bruselas: Dessart, 1942
- Giovanni Papini, Ein erledigter Mensch, trad. alemana de Anna von Nostitz, München: Bruckmann, 1962; Frankfurt am Main: Suhrkamp, 1980
- Giovanni Papini, Un hombre finalizado, Milán: Mondadori, 1964
- Giovanni Papini, Un om sfîrşit, trad. romena de Ștefan Augustin Doinaș, Bucureşti: Literatură Universală, 1969; Iaşi: Polirom, 2011
- Giovanni Papini, Obras. Del Leonardo al Futurismo, a cargo de Luigi Baldacci con la colaboración de Giuseppe Nicoletti, Milán: Mondadori ("I Meridianos"), 1981 ISBN 9788804128465
- Giovanni Papini, Un hombre finalizado, a cargo de Anna Casinos Paszkowski, Firenze: Puente a las Gracias, 1994 ISBN 9788879282390
- Giovanni Papini, Un homme finos, trad. francesa de Yseut Pelloso, prefacio de François Livi, Lausanne: Âge de homme, 2009
- Giovanni Papini, Bitik Adam, trad. turca de Sinem Carnabuci, Estambul. Monokl, 2012.